# كذابجة (عقدا)
کِذَابِجَة (بالفارسية: کذابچه) وتسمى أيضا كِلَجَّة قرية في إيران في قسم عقدا الريفي. يقدر عدد سكانها بـ 40 نسمة بحسب إحصاء 2016.